# Heterusia ovatiplaga
Heterusia ovatiplaga là một loài bướm đêm trong họ Geometridae.